# Cadetia hispida
Cadetia hispida là một loài thực vật có hoa trong họ Lan. Loài này được (A.Rich.) Schltr. mô tả khoa học đầu tiên năm 1912.